# Distylodon sonkeanum
Espèce
Classification phylogénétique
Statut de conservation UICN

 CR  : 
En danger critique
Distylodon sonkeanum est une plante endémique du Cameroun, du genre Distylodon de la famille des Orchidaceae. Distylodon sonkeanum Droissart, Stévart & P.J.Cribb se différencie de Distylodon comptum Summerh. par plusieurs fleurs inflorescences, des feuilles plus longues et éperonnes, une pédicelle plus courte et des ovaires. La plante a été localisée à Bifa, le long d’une piste de chasseurs entre les rivières Nyété et Nyamefoo, se trouvant sur la route Kribi-Ebolowa, à 5 km de Zingui.

## Taxonomie
L'épithète d'espèces « sonkeanum » désigne le Professeur Bonaventure Sonké de l'Université de Yaoundé I, un taxonomiste internationalement reconnu, spécialisé dans la famille des Rubiaceae.

## Description
Distylodon sonkeanum est une plante épiphyte de taille naine ayant une courte tige feuillue et non ramifiée d'une longueur maximale de 8 mm et de 2 à 2,5 mm de diamètre. Les nombreuses racines, distribuées à la base de la plante, ont plus de 120 mm de long, 1 à 1.8 mm de diamètre. La plante a au maximum 5 feuilles d'une taille de 25 à 37 mm de long et 6 à 11 mm de large. Les feuilles sont obliques, étroitement elliptiques, légèrement coriaces, et ont des marges entières et une nervation réticulée indistincte et irrégulière. Les inflorescences de 2 à 5 fleurs ont jusqu'à 41 mm de long. Les bractées tubulaires ont jusqu'à 1,2 mm de long. Les fleurs vertes ont 17 à 25 mm de long et 6 à 8 mm de large. Les ovaires et pédoncules ont 5-7 mm de long. Les dorsale sépales mesurent 4 à 7 de long et 1,6 à 1,9 mm de large. Les pétales sont lancéolées linéaires, acuminées, légèrement inclinées, avec des marges entières.

## Distribution, habitat et préservation
Distylodon sonkeanum est endémique à la zone côtière du domaine de la Basse Guinée de la région guinéo-congolaise. Sa présence restreinte a été constatée dans une localité unique de la Région du Sud du Cameroun. Sa population unique connue à ce jour a été trouvée dans la forêt à feuilles persistantes de plaine à 100 m d'altitude, avec une croissance épiphyte sur une branche tombée. Considérée comme en danger critique d'extinction, l'espèce est menacée par la déforestation pour l'exploitation forestière, les plantations de palmier à huile (Elaeis guineensis) et d'hévéa (Hevea brasiliensis) de même que les pratiques de l'agriculture itinérante.